# Dommiers
Dommiers és un municipi francès situat al departament de l'Aisne i a la regió dels Alts de França. L'any 2007 tenia 298 habitants.

## Demografia

### Població
El 2007 la població de fet de Dommiers era de 298 persones. Hi havia 112 famílies de les quals 25 eren unipersonals (17 homes vivint sols i 8 dones vivint soles), 37 parelles sense fills, 46 parelles amb fills i 4 famílies monoparentals amb fills.
La població ha evolucionat segons el següent gràfic:
Habitants censats

### Habitatges
El 2007 hi havia 130 habitatges, 112 eren l'habitatge principal de la família, 8 eren segones residències i 10 estaven desocupats. Tots els 130 habitatges eren cases. Dels 112 habitatges principals, 91 estaven ocupats pels seus propietaris, 20 estaven llogats i ocupats pels llogaters i 1 estava cedit a títol gratuït; 8 tenien dues cambres, 14 en tenien tres, 34 en tenien quatre i 55 en tenien cinc o més. 61 habitatges disposaven pel capbaix d'una plaça de pàrquing. A 39 habitatges hi havia un automòbil i a 58 n'hi havia dos o més.

### Piràmide de població
La piràmide de població per edats i sexe el 2009 era:
| Homes | Edats   | Dones |
| ----- | ------- | ----- |
| 0     | 95 o +  | 0     |
| 0     | 90 a 94 | 0     |
| 0     | 85 a 89 | 4     |
| 0     | 80 a 84 | 0     |
| 8     | 75 a 79 | 4     |
| 4     | 70 a 74 | 8     |
| 4     | 65 a 69 | 8     |
| 8     | 60 a 64 | 8     |
| 12    | 55 a 59 | 12    |
| 4     | 50 a 54 | 0     |
| 12    | 45 a 49 | 4     |
| 16    | 40 a 44 | 16    |
| 24    | 35 a 39 | 12    |
| 4     | 30 a 34 | 8     |
| 0     | 25 a 29 | 4     |
| 12    | 20 a 24 | 4     |
| 4     | 15 a 19 | 8     |
| 4     | 10 a 14 | 12    |
| 0     | 5 a 9   | 24    |
| 0     | 0 a 4   | 0     |

## Economia
El 2007 la població en edat de treballar era de 193 persones, 144 eren actives i 49 eren inactives. De les 144 persones actives 129 estaven ocupades (74 homes i 55 dones) i 15 estaven aturades (9 homes i 6 dones). De les 49 persones inactives 10 estaven jubilades, 16 estaven estudiant i 23 estaven classificades com a «altres inactius».

### Ingressos
El 2009 a Dommiers hi havia 108 unitats fiscals que integraven 281,5 persones, la mediana anual d'ingressos fiscals per persona era de 19.292 €.

### Activitats econòmiques
Dels 8 establiments que hi havia el 2007, 1 era d'una empresa de fabricació d'altres productes industrials, 2 d'empreses de comerç i reparació d'automòbils, 1 d'una empresa de transport, 1 d'una empresa d'hostatgeria i restauració, 1 d'una empresa de serveis i 2 d'empreses classificades com a «altres activitats de serveis».
L'únic servei als particulars que hi havia el 2009 era un restaurant.
L'únic establiment comercial que hi havia el 2009 era una botiga de material de revestiment de parets i terra.
L'any 2000 a Dommiers hi havia 3 explotacions agrícoles que ocupaven un total de 618 hectàrees.

## Equipaments sanitaris i escolars
El 2009 hi havia una escola elemental integrada dins d'un grup escolar amb les comunes properes formant una escola dispersa.

## Poblacions més properes
El següent diagrama mostra les poblacions més properes.